# Pindal (jaskinia)
Pindal – jaskinia położona w pobliżu wsi Pimiango we wspólnocie autonomicznej Asturia w Hiszpanii. Stanowisko sztuki prehistorycznej.
Jaskinia znajduje się w nadmorskim klifie. Składa się z jednego korytarza o długości 360 metrów. Została odkryta w 1908 roku przez Hermilia Alcalde del Rió, który w 1911 roku opublikował wyniki swoich badań. Malowidła znajdują się w pięciu miejscach jaskini. Wykonane czerwoną, niekiedy także żółtą i czarną farbą przedstawiają wizerunki zwierząt, głównie żubrów, koni i jeleni. Jedno z malowideł przedstawia unikatowy dla sztuki paleolitycznej wizerunek ryby. Ponadto w jaskini znajdują się znaki abstrakcyjne oraz ryty naskalne. Chronologia malowideł jest sporna; wiązane są ze sztuką magdaleńską, ich powstawanie dzieli się jednak zazwyczaj na kilka faz. Wykonane w latach 90. XX wieku datowanie metodą AMS wykonanego czarną farbą wizerunku jelenia wykazało datę 10 200–10 040 BP, jednak wyniki tych badań są podważane.